# Strudel (Gericht)

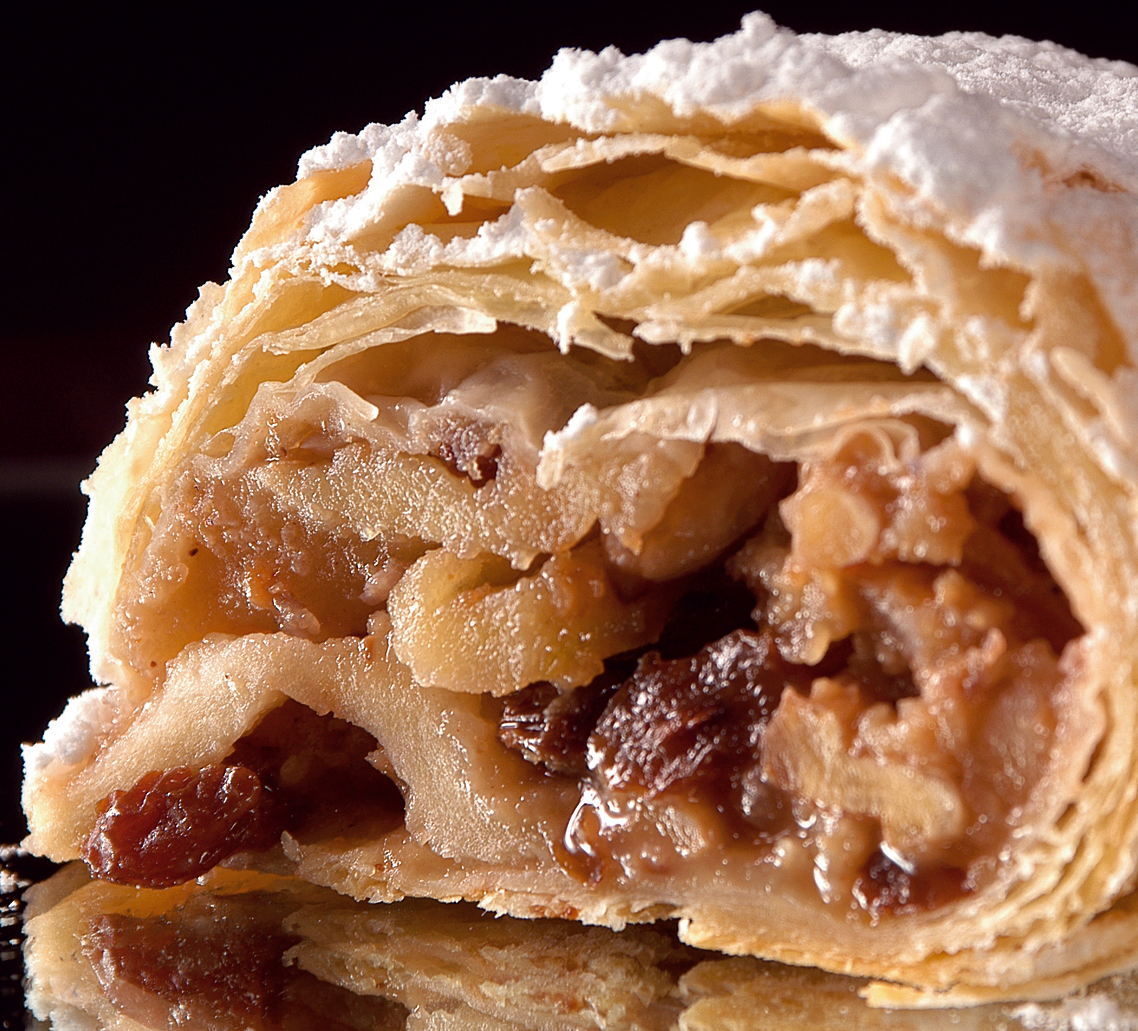
Wiener Apfelstrudel

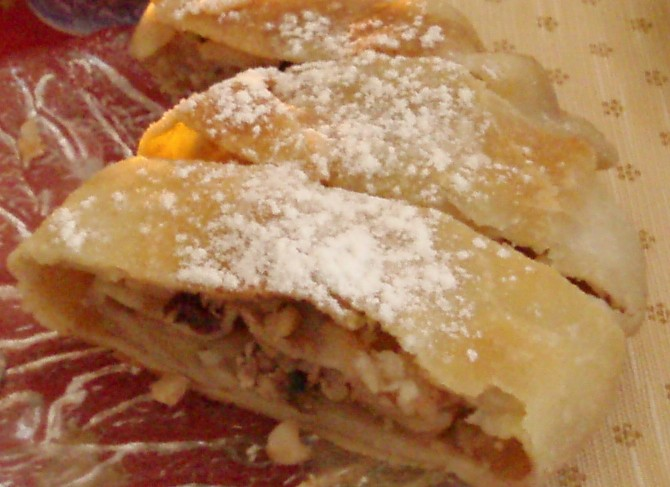
Ausgezogener Apfelstrudel

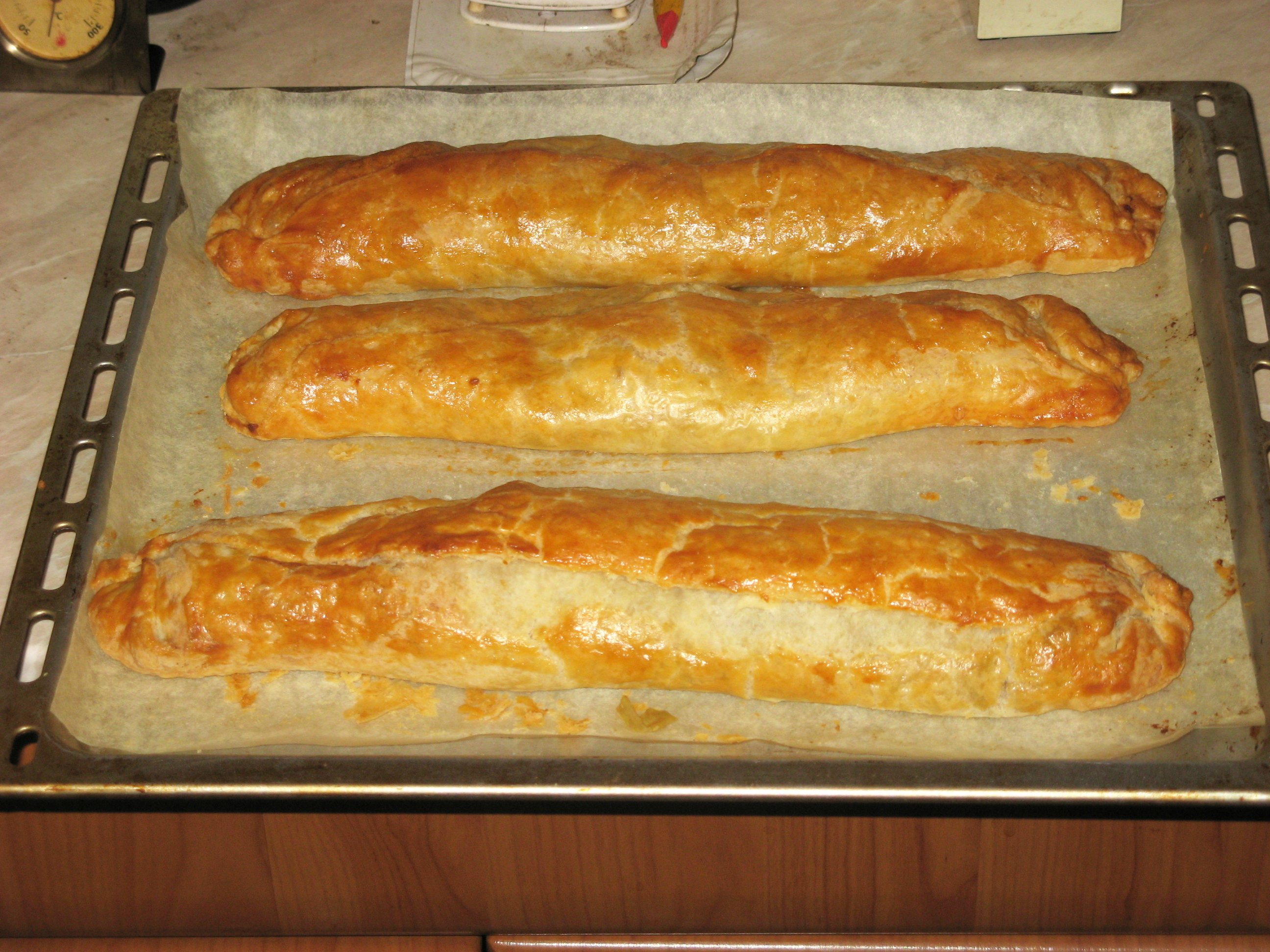
Apfelstrudel, noch auf dem Blech

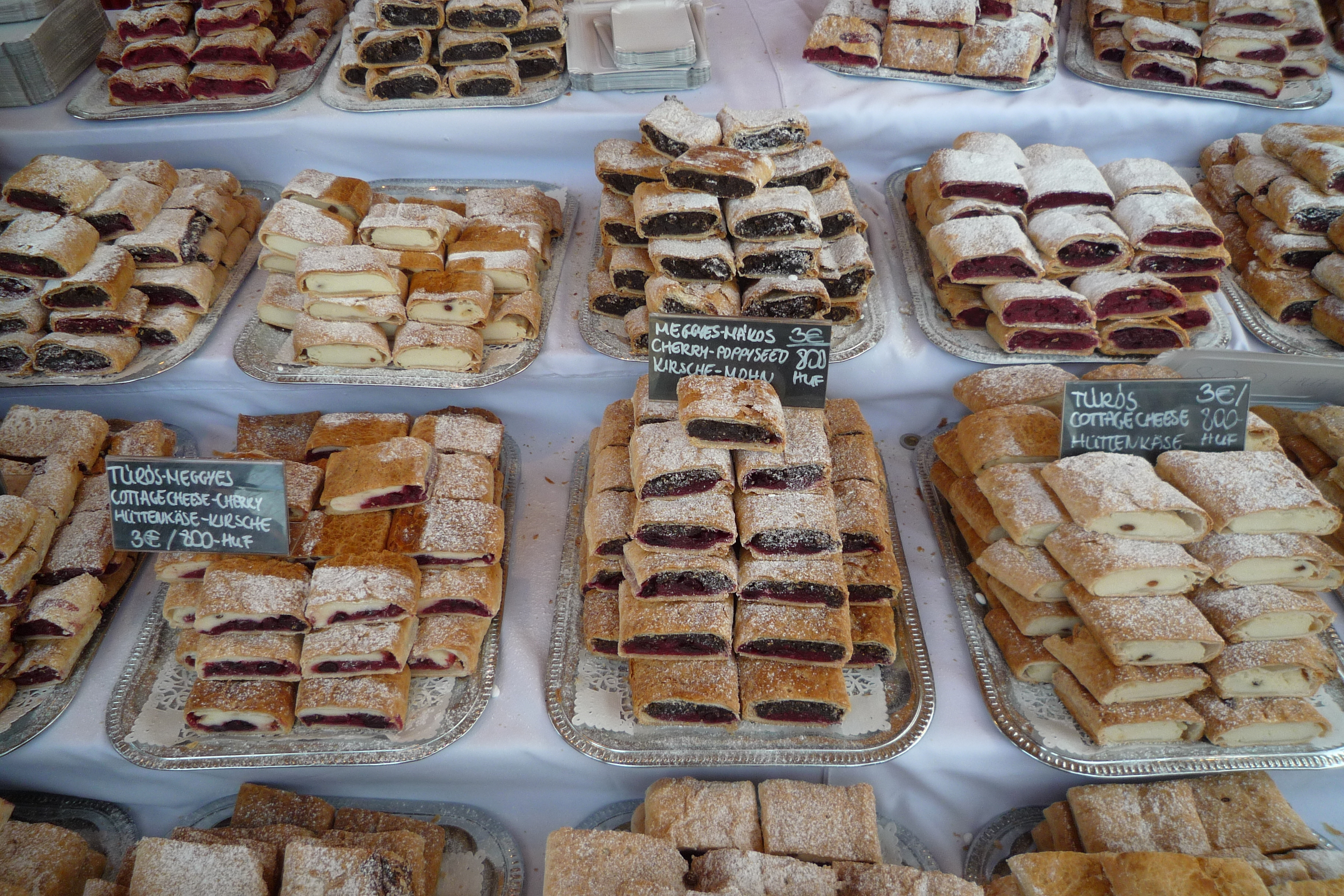
Verschiedene Strudelfüllungen

Ein Strudel ist eine Mehlspeise aus einer gefüllten und gebackenen oder gekochten Teigrolle. Sie ist auf dem Gebiet des Habsburgerreiches entstanden, fand später Einzug in die jeweils nachfolgenden Nationalküchen (Österreichische Küche) und ist mittlerweile international verbreitet. Das älteste überlieferte Rezept stammt aus einer als Koch Puech betitelten Handschrift aus dem Jahr 1696, die sich in der Wienbibliothek im Rathaus befindet.
Für den Teig werden je nach Rezept Strudelteig, Quarkteig (österr. Topfenteig) oder Kartoffelteig (österr. Erdäpfelteig) verwendet.

## Strudelteig
Strudelteig wird aus Weizenmehl Type 405 (bei Blutwurststrudel aus Kartoffelmehl), Wasser und verflüssigtem Speisefett oder Öl hergestellt. Intensive mechanische Bearbeitung (Walken und Schlagen) sowie eine längere Ruhezeit vor der Verarbeitung ermöglichen das extreme Auswalzen oder Ausziehen des Teiges, der im Idealfall so dünn wird, dass er im ungebackenen Zustand durchscheinend ist und dennoch nicht reißt.
Für das manuelle Ausziehen gibt es verschiedene Techniken. So kann man den Teig zuerst dünn ausrollen und dann über die Handrücken gelegt nach Manier der Pizzabäcker abwechselnd ausziehen. Danach legt man den Teig auf ein bemehltes Küchentuch, belegt ihn mit der Füllung und wickelt ihn mit Hilfe des Küchentuches zusammen.
In der Großproduktion und bei der Herstellung von Fertigteigblättern wird der Teig maschinell sehr dünn ausgewalzt.
Unabhängig davon, ob der Teig ausgewalzt oder händisch ausgezogen wurde, wird daraus hergestellter Strudel Ausgezogener …strudel genannt, beispielsweise Ausgezogener Apfelstrudel oder Ausgezogener Kirschenstrudel.
Vom Strudel zu unterscheiden sind Schlangerl, welche manchmal umgangssprachlich auch als Mürber Strudel bezeichnet werden, was jedoch nicht korrekt ist. Schlangerl (oder Schlankerl genannt) werden im Unterschied zum Strudel nicht gerollt. Schlangerl sind daher einfache, gedeckte Kuchen aus Mürbteig. Dabei wird der Teig zum Rechteck ausgerollt und nach dem Belegen von allen Seiten über die Füllung eingeschlagen.

## Etymologie
Die Herkunft des Wortes Strudel wird etymologisch bei wallen und strudeln gesehen – ursprünglich waren Strudel schneckenförmig (Form eines Strudels) gewundene Mehlspeisen. Im 16. Jahrhundert wurden Strudel aus zehn bis zwölf Teigschichten zubereitet und nach dem Backen mit Puderzucker bestreut. Am Ende des 16. Jahrhunderts begannen Konditoren, Strudel mit verschiedenen Früchten oder Topfen (Quark) zu füllen. Im 18. Jahrhundert trat eine große Veränderung im Strudelbacken ein: Der Teig wurde auf einem Tisch sehr dünn ausgerollt, gezogen, gefüllt und danach mit einem Tuch aufgerollt.

## Strudelvarianten

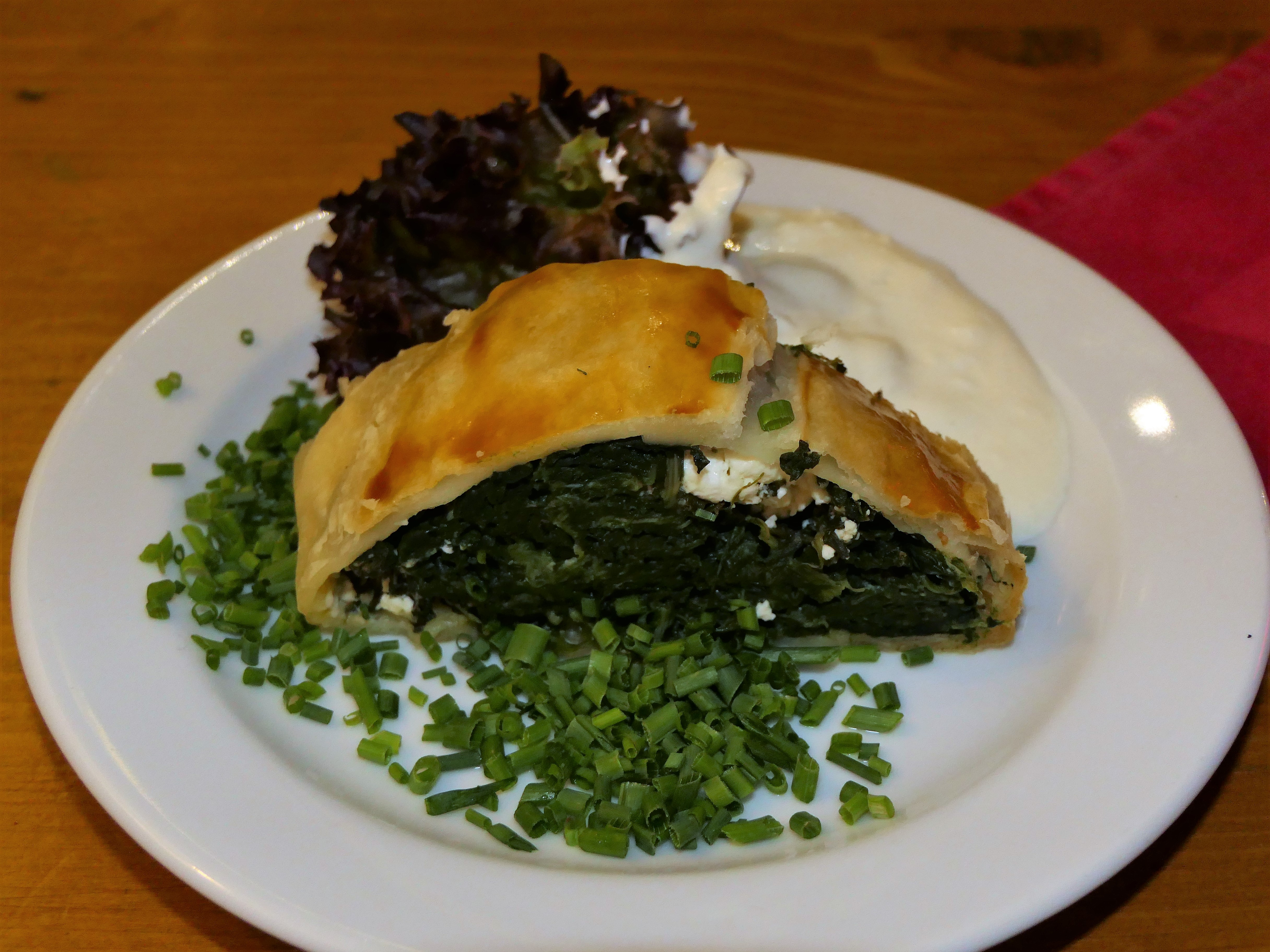
Spinatstrudel

Es gibt unzählige Strudelvarianten, mit sauer-pikanter oder mit süßer Fülle, darunter Apfelstrudel, Milchrahmstrudel, Mohnstrudel, Nussstrudel, Topfenstrudel, Fleischstrudel, Krautstrudel, Spinatstrudel oder Blutwurststrudel. In der schwäbischen Küche gibt es einen Brätstrudel.

## Quarkteig (österr. Topfenteig)
Der gelegentlich verwendete Quarkteig besteht aus gleichen Gewichtsteilen Mehl, Speisefett und Quark. Er zeichnet sich durch seine leichte Ausrollbarkeit ohne Kleben aus. Er kann aber nicht so dünn ausgezogen werden wie Strudelteig.

## Kartoffelteig (österr. Erdäpfelteig)
Dieser wird aus gebackenen oder gedünsteten Kartoffeln unter Zugabe von Mehl, Ei, Speisefett und Salz hergestellt. Er wird eher für Strudel mit saurer-pikanter Füllung verwendet.

## Gekochter Strudel
In Österreich wird er als gesottener Strudel bezeichnet (von Sieden herkommend). In der Regel handelt es sich dabei um einen traditionellen Grießstrudel oder um einen Lungenstrudel, wobei diese in Scheiben geschnitten vornehmlich als Suppeneinlage Verwendung finden. Bekannt sind auch der schlesische Milchstrudel oder der slowenische Štruklji.

## Verschiedenes
Wegen seiner gewundenen Form wird das Zeichen @ in E-Mail-Adressen im Hebräischen umgangssprachlich mit dem deutschen Wort Strudel (in hebräischer Schrift שטרודל) bezeichnet. Auch die offizielle Bezeichnung nimmt Bezug auf das Gebäck, sie lautet „keruchith“ (כרוכית), das hebräische Wort für das Gebäck, Strudel.

## Film
- Der Strudel – Ein Hauch von Teig. Dokumentarfilm, Österreich, 2020, 44:07 Min., Buch und Regie: Anita Lackenberger, Produktion: kreativlösung, ORF, 3sat, Reihe: Esskulturen, Erstsendung: 25. Dezember 2020 bei 3sat, Inhaltsangabe von 3sat, online-Video aufrufbar bis zum 06. August 2022.